# Xã Otto, Quận Otter Tail, Minnesota
Xã Otto (tiếng Anh: Otto Township) là một xã thuộc quận Otter Tail, tiểu bang Minnesota, Hoa Kỳ. Năm 2010, dân số của xã này là 554 người.